# Elisaveta Kovacs
Elisaveta Kovacs (n. Barabaș, n. 31 ianuarie 1937, Siculeni, România – d. 2002, Miercurea Ciuc, Harghita, România) a fost un demnitar comunist român de origine maghiară. Elisaveta Kovacs a fost de meserie confecționară, membră de partid din 1966.